# Francisco Conceição
Francisco Fernandes da Conceição (Coímbra, 14 de diciembre de 2002), conocido como Francisco Conceição, es un futbolista portugués que juega como delantero en la Juventus F. C. de la Serie A de Italia.

## Trayectoria

### Comienzos
Se unió a la academia del Sporting C. P. a la edad de ocho años, pasando seis temporadas en el club. Se pasó una temporada en el Padroense antes de unirse al fútbol base del F. C. Oporto en 2018.

### Fútbol Club Oporto
En agosto de 2020 firmó su primer contrato profesional con el club, e hizo su debut profesional con el equipo B de os Dragões en una derrota 0-1 el 13 de septiembre del mismo año contra el Varzim S. C. durante la temporada 2020-21 de la Segunda División. Hizo su debut en la máxima categoría portuguesa en un empate 2-2 contra el Boavista F. C., el 13 de febrero de 2021; cuatro días después, se convirtió en el segundo jugador más joven del Oporto en participar en un partido de la Liga de Campeones de la UEFA tras participar en los últimos minutos de una victoria por 2-1 contra la Juventus F. C. en los octavos de final de la temporada 2020-21.

### Ajax de Ámsterdam
El 21 de julio de 2022 el Ajax de Ámsterdam anunció su fichaje hasta junio de 2027 después de haber llegado a un acuerdo con el F. C. Oporto para su traspaso. En los Países Bajos estuvo poco más de un año antes de regresar a Oporto como cedido en septiembre.
En abril de 2024 el club portugués hizo efectiva la opción de compra que incluía el acuerdo de cesión y firmó hasta 2029. Sin embargo, el siguiente mes de agosto fue prestado a la Juventus F. C., que en julio de 2025 lo adquirió en propiedad tras haber marcado siete goles y dado cuatro asistencias en los cuarenta partidos que jugó.

## Selección nacional
El 26 de marzo de 2024 hizo su debut con la selección de Portugal en un amistoso ante Eslovenia que perdieron por dos a cero. Su primer gol llegó el siguiente 18 de junio en el primer partido de la Eurocopa 2024 frente a República Checa que sirvió para empezar el torneo sumando tres puntos.

### Participaciones en Eurocopas
| Copa          | Sede     | Resultado        | Partidos | Goles |
| ------------- | -------- | ---------------- | -------- | ----- |
| Eurocopa 2024 | Alemania | Cuartos de final | 4        | 1     |

## Vida personal
Francisco es hijo del exfutbolista y entrenador Sérgio Conceição. Además, es hermano de los también futbolistas Sérgio, Moisés y Rodrigo.

## Estadísticas

### Clubes
Actualizado al último partido disputado el 1 de julio de 2025.
| Club                             | Div.          | Temporada     | Liga  | Liga  | Copas nacionales | Copas nacionales | Copas internacionales | Copas internacionales | Total | Total |
| Club                             | Div.          | Temporada     | Part. | Goles | Part.            | Goles            | Part.                 | Goles                 | Part. | Goles |
| -------------------------------- | ------------- | ------------- | ----- | ----- | ---------------- | ---------------- | --------------------- | --------------------- | ----- | ----- |
| F. C Porto "B" Portugal          | 2.ª           | 2020-21       | 20    | 4     | ―                | ―                | ―                     | ―                     | 20    | 4     |
| F. C Porto "B" Portugal          | Total club    | Total club    | 20    | 4     | 0                | 0                | 0                     | 0                     | 20    | 4     |
| F. C. Porto Portugal             | 1.ª           | 2020-21       | 14    | 0     | 1                | 0                | 2                     | 0                     | 17    | 0     |
| F. C. Porto Portugal             | 1.ª           | 2021-22       | 25    | 2     | 5                | 1                | 3                     | 0                     | 33    | 3     |
| Jong Ajax · Países Bajos         | 2.ª           | 2022-23       | 7     | 5     | ―                | ―                | ―                     | ―                     | 7     | 5     |
| Jong Ajax · Países Bajos         | Total club    | Total club    | 7     | 5     | 0                | 0                | 0                     | 0                     | 7     | 5     |
| Ajax de Ámsterdam · Países Bajos | 1.ª           | 2022-23       | 19    | 0     | 5                | 0                | 4                     | 1                     | 28    | 1     |
| Ajax de Ámsterdam · Países Bajos | Total club    | Total club    | 19    | 0     | 5                | 0                | 4                     | 1                     | 28    | 1     |
| F. C. Porto Portugal             | 1.ª           | 2023-24       | 27    | 5     | 8                | 2                | 8                     | 1                     | 43    | 8     |
| F. C. Porto Portugal             | Total club    | Total club    | 66    | 7     | 14               | 3                | 13                    | 1                     | 93    | 11    |
| Juventus F. C. · Italia          | 1.ª           | 2024-25       | 26    | 3     | 2                | 1                | 12                    | 3                     | 40    | 7     |
| Juventus F. C. · Italia          | 1.ª           | 2025-26       | 0     | 0     | 0                | 0                | 0                     | 0                     | 0     | 0     |
| Juventus F. C. · Italia          | Total club    | Total club    | 26    | 3     | 2                | 1                | 12                    | 3                     | 40    | 7     |
| Total carrera                    | Total carrera | Total carrera | 138   | 19    | 21               | 4                | 29                    | 5                     | 188   | 28    |

## Palmarés

### Títulos nacionales
| Título                | Club        | País     | Año  |
| --------------------- | ----------- | -------- | ---- |
| Primeira Liga         | F. C. Porto | Portugal | 2022 |
| Copa de Portugal      | F. C. Porto | Portugal | 2022 |
| Copa de Portugal      | F. C. Porto | Portugal | 2024 |
| Supercopa de Portugal | F. C. Porto | Portugal | 2024 |

### Títulos internacionales
| Título                      | Club (*)              | Sede     | Año  |
| --------------------------- | --------------------- | -------- | ---- |
| Liga de Naciones de la UEFA | Selección de Portugal | Alemania | 2025 |

(*) Incluyendo la selección.